# Fidelinka
Fidelinka je poduzeće za proizvodnju kruha, brašna i tjestenine iz Subotice. Bila je jednim od najvećih i najuglednijih žitomlinskih poduzeća u državi u toj gospodarskoj grani. Po vlasničkoj strukturi je dioničko društvo. 
Pokretač je i sudionik obnove ove tvornice je bivši subotički gradonačelnik Marko Bačlija.
Od 29. srpnja 2010. Fidelinka je u stečaju, ali njene tvrtke-kćeri su nastavile poslovati normalno i nakon tog dana. U tom je trenutku imala više od trista zaposlenih, silose, mlinove, uskladišteno žito itd.
Tvrtke kćeri su Fidelinka pekara, Fidelinka coop, Fidelinka škrobara.